# مركز تنظيم الأنيبيبات الدقيقة
مركز تنظيم الأنيبيبات الدقيقة ( MTOC ) هو بنية بيولوجية تتواجد في الخلايا حقيقية النواة وله وظيفتين رئيسيتين: تنظيم الأنيبيبات الدقيقة كالأهداب وتنظيم جهاز مغزل الانقسام المتساو والانقسام الاختزالي، الذي يفصل الكروموسومات أثناء انقسام الخلية . يعد مركز تنظيم الأنيبيبات موقعًا رئيسيًا لتنوي الأنيبيبات الدقيقة ويمكن تصويره في الخلايا عن طريق الكشف الكيميائي المناعي لـ γ-tubulin . تختلف الخصائص المورفولوجية لـه بين مختلف الشعب والممالك. في الحيوانات ، أهم نوعين هما 1) الأجسام القاعدية المرتبطة بالأهداب والأسواط و 2) الجسيم المركزي المرتبط بتكوين المغزل.

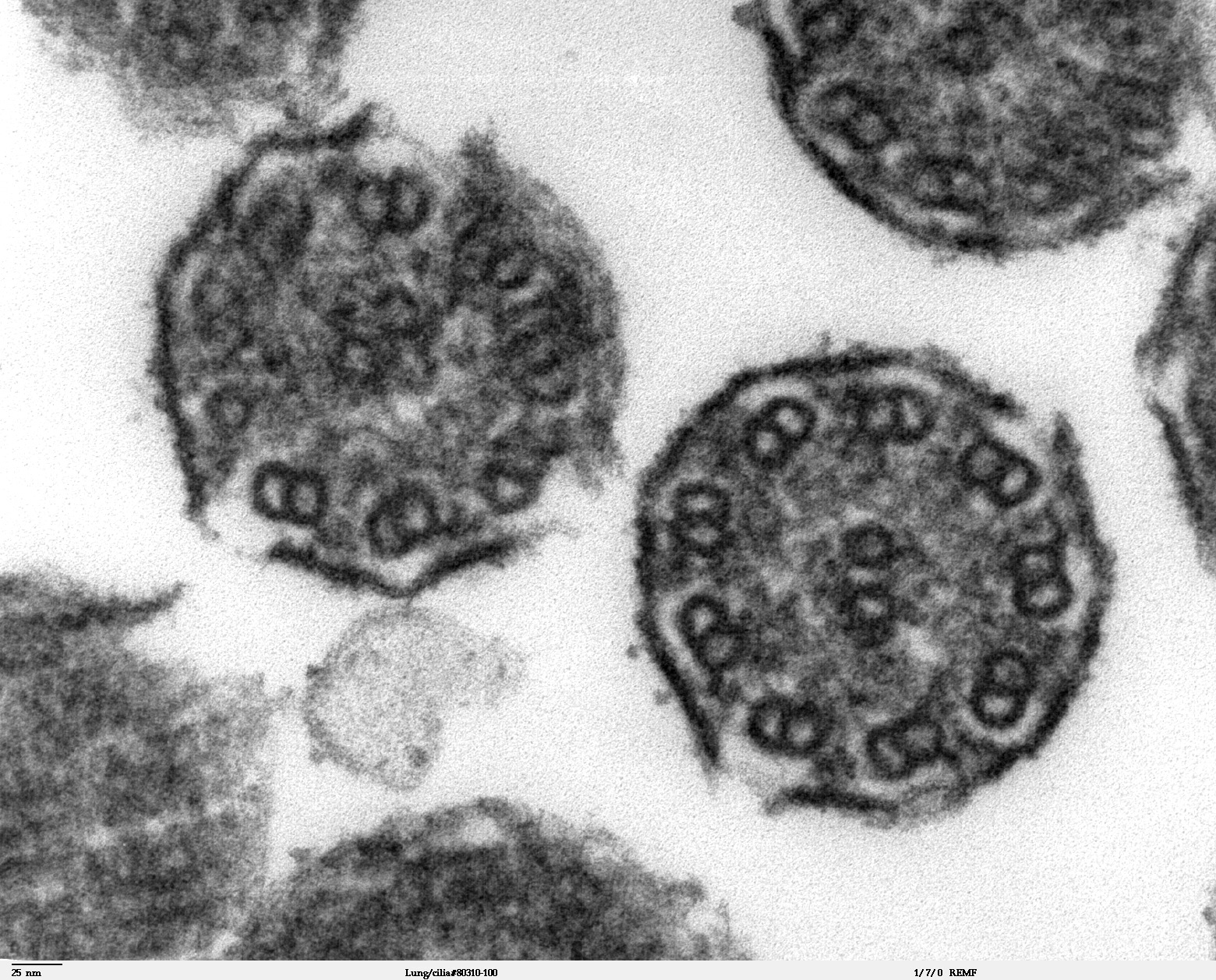
ترتيب الأنابيب الدقيقة في محوار 9 + 2 من أهداب القصيبات

## روابط خارجية
- MBInfo - شكل MTOC
- ن.ف.م.ط A11.284.195.190.750.585